# Academia Friburguense de Letras
Academia Friburguense de Letras (AFL) é um órgão literário brasileiro localizado em Nova Friburgo e fundado em 22 de junho de 1947.

## Histórico
Em 22 de junho de 1947, poucos dias antes de completar dois anos do término da segunda guerra mundial, um grupo de intelectuais, tendo à frente o Dr. Rudá Brandão de Azambuja e o Professor Messias de Moraes Teixeira, duas figuras atuantes do setor cultural da época em Nova Friburgo, criam a Academia Friburguense de Letras, uma associação, que hoje é uma referência na cidade. Também conhecida como a Casa de Júlio Salusse, a AFL, seguindo os moldes da Academia Brasileira de Letras, é composta de quarenta cadeiras de provimento vitalício. São escritores, poetas, jornalistas, professores e profissionais liberais do município que emprestam seu talento às reuniões e eventos promovidos na casa.
Desde a primeira reunião, realizada ao ar livre, em plena Praça 15 de Novembro (atual Getúlio Vargas), até os dias de hoje, a Academia vem cumprindo com a proposta de incentivar a atividade literária, educativa e cultural da cidade.
A instituição foi reconhecida de utilidade pública pela Câmara Municipal de Nova Friburgo, conforme Resolução nº 180 de 04 de abril de 1952 e pela Lei nº 1711 de 05 de outubro de 1952 da ALERJ - Assembleia Legislativa do Estado do Rio de Janeiro.

## Anexo Jovem
A Academia Friburguense de Letras, através da reforma estatutária acontecida em 2016, criou o Anexo Jovem para acolher escritores entre 16 e 29 anos. São 15 cadeiras que têm como patronos fundadores, ex-presidentes e acadêmicos de relevante participação na vida da Academia, que em 22 de junho completará 70 anos de existência.
No dia 31 de março de 2017, no plenário da Câmara Municipal, foram empossados os cinco primeiros jovens escritores que se submeteram ao processo de seleção que, dentre outros requisitos, exige ter, pelo menos, um livro publicado.

## Brasão e Lema
O brasão da Academia Friburguense de Letras consta de um livro sobre um fundo azul, com a inscrição: “Cultuar a arte é sublimar o espírito”, lema de autoria de Rudá Brandão de Azambuja, um dos fundadores da instituição, conforme registrado em ata.

## Patrono
O patrono da Academia Friburguense de Letras é o poeta Júlio Mário Salusse, nascido onde hoje se localiza o município de Bom Jardim, em 30 de março de 1872 e falecido em 1948. Sua vida é envolta em lendas e a maior parte de sua obra está desaparecida. Ganhou fama por seu poema “Cisnes”, soneto inspirado provavelmente por Laura de Nova Friburgo, filha de Bernardo Clemente Pinto Sobrinho, Conde de Nova Friburgo. Os cisnes representam, também, um dos símbolos da academia, junto ao brasão com a inscrição do lema da instituição.

## Fundadores
| 01 | Rudá Brandão Azambuja             |
| 02 | Messias de Moraes Teixeira        |
| 03 | José Côrtes Coutinho              |
| 04 | Jamil El-Jaick                    |
| 05 | Álvaro Almeida do Vale            |
| 06 | Tarcísio Tupinambá Gomes          |
| 07 | João Baptista de Moraes           |
| 08 | Luiz de Gonzaga Malheiros         |
| 09 | Afonso Freire                     |
| 10 | Oscar Goulart Monteiro            |
| 11 | Jaime de Siqueira Bittencourt     |
| 12 | Francisco José dos Santos Werneck |

## Galeria dos Presidentes
| Período     | Nome                                |
| ----------- | ----------------------------------- |
| 1947 - 1950 | Oscar Goulart Monteiro              |
| 1951 - 1952 | Rudá Brandão Azambuja               |
| 1953 -      | José Côrtes Coutinho                |
| - 1954      | Rudá Brandão Azambuja               |
| 1955 - 1956 | Altino Costa                        |
| 1955 - 1956 | Daniel de Carvalho                  |
| - 1958      | Altino Costa                        |
| 1959 - 1965 | Juvenal Marques                     |
| 1965 - 1966 | Humberto El-Jaick                   |
| 1966 - 1967 | Augusto Cláudio Ferreira            |
| 1968 - 1969 | Messias de Moraes Teixeira          |
| 1970 - 1971 | Daniel de Carvalho                  |
| 1972 - 1973 | Juvenal Marques                     |
| 1973 - 1974 | Messias de Moraes Teixeira          |
| 1975 - 1976 | Daniel de Carvalho                  |
| 1976 - 1980 | Antônio Carlos Vitiello             |
| 1982 - 1983 | Antônio Carlos Vitiello             |
| 1983 - 1984 | Elio Monnerat Solon de Pontes       |
| 1984 - 1985 | Daniel De Carvalho                  |
| 1985 - 1986 | Hélio Albuquerque De Lima Jr.       |
| 1987 - 1992 | Antonio Vitiello                    |
| 1988 - 1989 | Hélio Albuquerque De Lima Jr.       |
| 1989 - 1990 | José Côrtes Coutinho                |
| 1993 - 1995 | Elio Monnerat Solon de Pontes       |
| 1996 - 1997 | Hélio Albuquerque Lima Júnior       |
| 1998 - 1999 | Dilva Maria de Moraes               |
| 2000 - 2000 | Maria José Braga Cavalcante         |
| 2000 - 2000 | Paulo Jordão Bastos                 |
| 2000 - 2001 | Antônio Carlos Vitiello             |
| 2001 - 2004 | Antônio Francisco Furtado do Amaral |
| 2005 - 2007 | Augusto Carlos Curvello de Muros    |
| 2008 - 2012 | Aécio Alvesda Costa                 |
| 2013 - 2014 | Antônio Carlos Vitiello             |
| 2015 - 2016 | Robério José Canto                  |
| 2017 - 2018 | Tereza Malcher                      |
| 2019 - 2020 | Alberto Abib Lima Wermelinger       |
| 2021 - 2022 | Robério José Canto                  |
| 2023 - 2024 | Janaína Botelho                     |
| 2025 - 2025 | Janaína Botelho                     |
| 2025 - 2025 | Wanda Barroso Borges (interina)     |

## Acadêmicos atuais
| Cadeira | Patrono                  | Acadêmico                                |
| ------- | ------------------------ | ---------------------------------------- |
| 01      | Afrânio Peixoto          | Anna Braga Asth                          |
| 02      | Alberto de Oliveira      | José Francisco Aguiar do Amaral          |
| 03      | Alberto Torres           | Alexandre Gazé                           |
| 04      | Alphonsus de Guimarães   | Robério José Canto                       |
| 05      | Aluísio Azevedo          | Flávia de Azevedo Gonçalves              |
| 06      | Augusto dos Anjos        | Hamilton Werneck                         |
| 07      | Basílio da Gama          | Ronaldo de Carvalho Miguel               |
| 08      | Carlos de Laet           | Irapuan Teixeira Guimarães               |
| 09      | Casimiro de Abreu        | Ordilei Alves da Costa                   |
| 10      | Castro Alves             | Leila Alves Lopes Silva Mello            |
| 11      | Cruz e Souza             | Ricardo Lengruber                        |
| 12      | Ernesto Carneiro Ribeiro | João Raimundo de Araújo                  |
| 13      | Euclides da Cunha        | (vaga)                                   |
| 14      | J.F. Santos Werneck      | Larissa de Mello Costa                   |
| 15      | Farias Brito             | Ronald Lopes                             |
| 16      | Gonçalves Dias           | Isabelle Sarruf                          |
| 17      | Graça Aranha             | Álvaro Ottoni de Menezes                 |
| 18      | Guimarães Passos         | Pe. Luiz Cláudio Azevedo de Mendonça     |
| 19      | Henrique Braune Zamith   | Alfredo José Henrique                    |
| 20      | Humberto de Campos       | Carlos Henrique Martins Abbud            |
| 21      | Inglês de Souza          | (vaga)                                   |
| 22      | Joaquim Nabuco           | Cármine Antônio Savino Filho             |
| 23      | José de Alencar          | João Hélio Rocha                         |
| 24      | José Navega              | Antônio Rosalvo Acciolly                 |
| 25      | José do Patrocínio       | Nívea Corcino Locatelli Braga            |
| 26      | José Veríssimo           | (vaga)                                   |
| 27      | Júlia Lopes de Almeida   | Tereza Cristina Malcher Campitelli       |
| 28      | Júlio Salusse            | Wanda Barroso Borges                     |
| 29      | Machado de Assis         | Edson de Castro Lisboa                   |
| 30      | Monteiro Lobato          | (vaga)                                   |
| 31      | Olavo Bilac              | Janaína Botelho                          |
| 32      | Oliveira Lima            | Maria Beltrão                            |
| 33      | Oscar Goulart Monteiro   | Marisa Maia de Mello                     |
| 34      | Paulo Setúbal            | Alberto Abib Lima Wermelinger            |
| 35      | Raymundo Correa          | Juçara R. Viegas Valverde                |
| 36      | Raul de Leoni            | David Massena Gracioli                   |
| 37      | Rui Barbosa              | Catherine Blin de Arruda Nóbrega Beltrão |
| 38      | Sylvio Romero            | (vaga)                                   |
| 39      | Tobias Barreto           | Marcelo Cerqueira                        |
| 40      | Visconde de Taunay       | (vaga)                                   |

## Acadêmicos (Anexo Jovem)
| Cadeira | Patrono                         | Acadêmico      |
| ------- | ------------------------------- | -------------- |
| 01A     | Messias de Moraes Teixeira      | Brenno Castro  |
| 02A     | Rudá Brandão Azambuja           | Thales Amaral  |
| 03A     | José Côrtes Coutinho            | (vaga)         |
| 04A     | Luiz Gonzaga Malheiros          | (vaga)         |
| 05A     | Jamil El-Jaick                  | Rachel Ventura |
| 06A     | Juvenal Marques                 | (vaga)         |
| 07A     | Augusto Carlos Curvelo de Muros | (vaga)         |
| 08A     | Aécio Alves da Costa            | (vaga)         |
| 09A     | Élio Monnerat Solon de Pontes   | (vaga)         |
| 10A     | Humberto El-Jaick               | (vaga)         |
| 11A     | Daniel de Carvalho              | (vaga)         |
| 12A     | Lurdes Gonçalves                | (vaga)         |
| 13A     | Dom Clemente Isnard             | (vaga)         |
| 14A     | Rodolpho Abbud                  | (vaga)         |
| 15A     | Yedda Pereira dos Santos        | (vaga)         |

## Publicações
A Academia Friburguense de Letras publica semestralmente a revista Letras Friburguenses, com obras dos acadêmicos e informações sobre a atuação do sodalício em Nova Friburgo e região, e um informativo bimestral.